# 孫立人
孫 立人（そん りつじん）は、中華民国（台湾）の軍人。陸軍二級上将。日中戦争で活躍、新編第1軍軍長としてのビルマの戦いでの軍事的功績で知られる。台北遷都後は、蔣介石らから猜疑され失脚に追い込まれた。字は仲倫。

## 事績

### アメリカ留学と軍歴の開始
父の孫熙沢は、清末の挙人であり、山東省や安徽省で地方官僚を務めている。孫立人は幼い頃から学問に勤しみ、1914年（民国3年）には北京清華学校（後の清華大学）土木工程系（土木工学部）に入学した。学問だけでなく体育活動でもバスケットボールの選手として活躍し、1921年（民国10年）6月の第5回極東選手権競技大会で中国代表に選出、優勝に貢献している。1923年（民国12年）に清華学校を卒業し、官費でアメリカに留学、インディアナ州のパデュー大学で引き続き土木工学を学んだ。同大学では理学学士を取得し、1925年（民国14年）にはバージニア士官学校に進学している。同校を卒業後、欧米や日本を歴訪し、各国の軍事事情を視察した。
1928年（民国17年）に孫立人は帰国し、まもなく中国国民党の中央党務学校（後の中央政治学校）で軍事訓練隊隊長に抜擢される。1931年（民国20年）、宋子文の紹介で総司令部侍衛総隊副隊長に起用され、さらに中央政治学校に戻って訓練班主任となった。翌年、財政部において税務警察総団が設立されると、孫立人は第4団（特種兵団）団長に起用される。孫立人は士官の任用や訓練を厳密にし、部隊の戦闘力を大幅に強化した。

### 日中戦争・太平洋戦争での活躍
1937年（民国26年）、日中戦争が勃発すると、孫立人率いる税警総団は第8軍の番号を与えられて上海の最前線に赴くことになる。孫立人は支隊司令として蘇州に駐留して、第1軍軍長胡宗南の指揮下で日本軍を迎撃する。孫立人率いる第8軍は戦闘力を発揮して日本軍に打撃を与えたが、孫立人自身も最前線で指揮中に全身13か所を負傷、緊急搬送されて香港で治療せざるを得なくなった。翌1938年（民国27年）7月、孫立人は部隊に復帰し、武漢会戦で勇戦、軍功をあげている。
同年中に財政部が塩務総局緝私総隊を組織すると、孫立人が総隊長に任命された。孫立人は湖南省で部隊の組織を開始し、後に貴州省へ移って貴州第3綏靖区司令に任命されている。孫立人は軍事訓練に各種体育活動を取り入れる独特な方法を採用し、わずか1年で緝私総隊を最精鋭部隊にまで練成した。ところが軍統指導者の戴笠がこの部隊を接収しようと企むようになる。1940年（民国29年）に塩務総局が緝私署を設置し、署長に戴笠腹心の施展技、副署長に孫立人が就任した機会を狙い、戴笠は孫立人と折衝してその部隊の指揮権を奪い取ってしまった。
その後、かつて孫立人が統率していた税警総団は新編第38師に拡充・再編され、孫立人は同師師長として復帰する。1942年（民国31年）4月、孫立人率いる新編第38師はその精鋭ぶりを蔣介石らから評価され、中国遠征軍の一員としてビルマ入りした。同月、孫立人はイェナンジョンの戦いで日本軍と激戦を展開し、包囲に落ちて苦しんでいたイギリス軍7000人の救援に成功するという軍功をあげた。これは孫立人の名声を大きく轟かせることになり、英米両国から勲章を授与されることになった。5月にもイギリス軍のビルマからの撤退を支援し、8月にインドのビハール州に移駐している。
10月、新編第38師と新編第22師が合流して新編第1軍が組織され、軍長は鄭洞国が就任、孫立人は引き続きその下で新編第38師師長を務め、軍の訓練に従事した。1943年（民国32年）10月より、新編第1軍はビルマ北部の日本軍に反攻を開始する。孫立人は友軍と協力しながら着実に各地を攻略し、6月25日にはモガウン（Mogaung）を攻略、勝利を収めた。この軍功により孫立人は新編第1軍軍長に昇進している。10月より進軍を再開、日本軍と激戦を繰り広げ、12月15日にバーモ（Bahmo）を攻略した。翌1944年（民国33年）1月27日にはレド公路を回復、3月末までにビルマ北部の日本軍をほぼ掃討している。

### 国共内戦、台湾での失脚
1945年（民国34年）7月、孫立人率いる新編第1軍は凱旋し、広西省南寧に駐留した。その後、孫立人は欧州へ軍事視察に赴き、帰国前に日本は降伏、その装備を接収する形で新編第1軍はさらに拡充され、国民党軍五大主力の一角となっている。翌1946年（民国35年）3月、東北民主連軍討伐のため孫立人と新編第1軍は東北へ派遣され四平攻防戦を指揮した。当初は孫立人が優位に戦いを進め、5月には長春を占領している。しかし、6月以降の全面的な国共内戦勃発後は次第に東北民主連軍の反撃に苦しみ、敗北を重ねた。このため、1947年（民国36年）4月に孫立人は東北保安司令部副司令長官に異動させられ、8月には陸軍総司令代理兼陸軍訓練司令となる。外面的には昇進ではあったが、自身が率いていた新編第1軍の指揮権を失うなどしている。

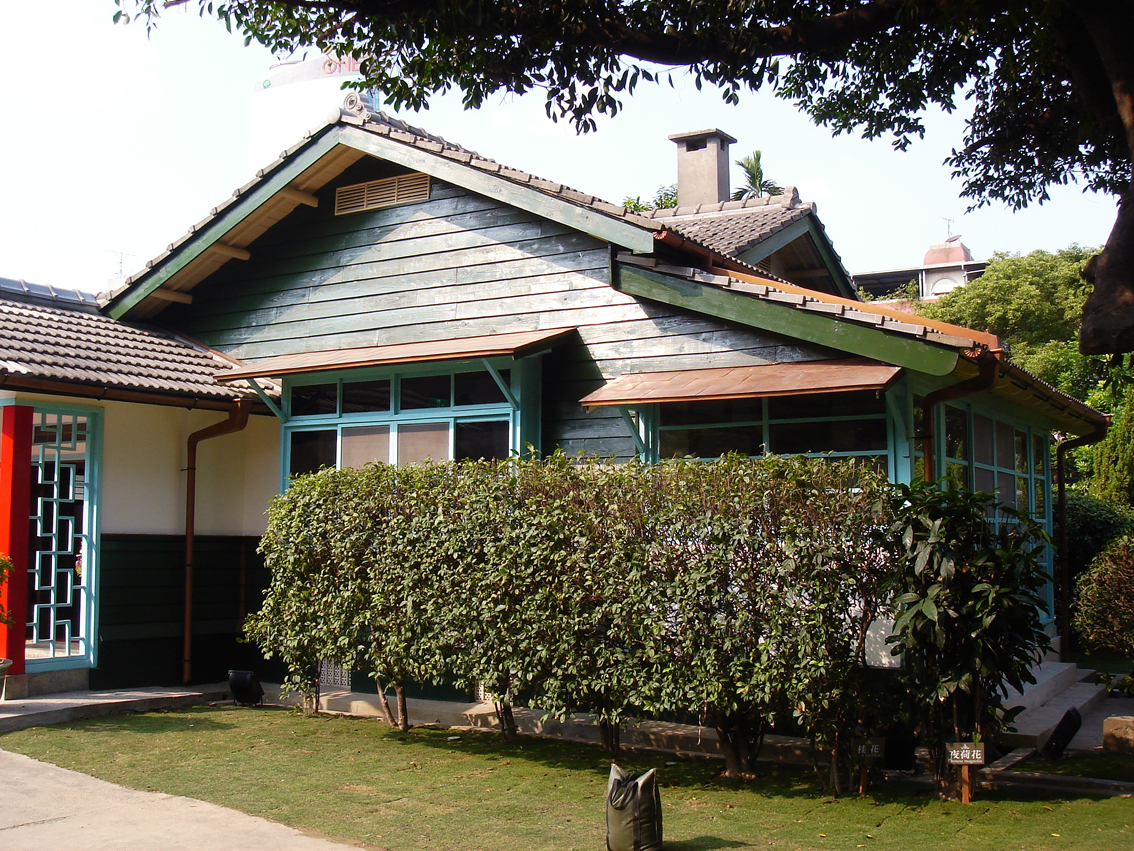
孫立人将軍故居（台中市）

その後の孫立人は、台湾防衛のため新兵の訓練に従事し、1949年（民国38年）8月、東南軍政長官公署副長官兼台湾防衛司令に任ぜられた。1950年（民国39年）3月、蔣介石が中華民国総統に復帰すると、孫立人は陸軍総司令兼保安総司令に起用されている。1952年（民国41年）10月、中国国民党第7期中央委員に選出され、さらに台湾衛戍司令も兼ねた。しかし、孫立人は蔣介石の専制的統治には不満をかねがね抱いていた。さらにアメリカが派遣してきた軍事顧問団とも積極的に独自の交流をなしている有様を見て、蔣介石・蔣経国父子は孫立人への不信感を募らせていく。
1954年（民国43年）6月、孫立人は陸軍総司令を突然罷免され、総統府参軍長に異動させられた。翌1955年（民国44年）6月、孫立人配下の郭廷亮がクーデターを目論んでいたとの嫌疑で、孫立人も監視下に置かれてしまう。同年8月、陳誠ら9人で構成される調査委員会が組織され、10月末には同委員会の報告に基づき孫立人は参軍長から罷免、軟禁処分を言い渡された（「孫立人事件」）。孫立人がようやく軟禁を解かれたのは、32年余り経過した1988年（民国77年）3月22日のことである。
1990年（民国79年）11月19日、台中市にて病没。享年92（満91歳）。

## 注
1. ↑  顔（2005）、373頁による。劉主編（2005）、686頁は「1900年8月9日（清光緒26年7月15日）」、徐主編（2007）、1527頁は「1900年7月15日（清光緒26年6月19日）」とする。
2. ↑  顔（2005）、373頁。
3. 1 2 3 4 5 6 7 8 9  劉主編（2005）、686頁。
4. 1 2 3 4 5 6  徐主編（2007）、1527頁。
5. ↑  顔（2005）、373-374頁。
6. 1 2  顔（2005）、374頁。
7. ↑  顔（2005）、374-375頁。
8. ↑  顔（2005）、375-377頁。
9. ↑  顔（2005）、377-378頁。
10. ↑  徐主編（2007）、1527-1528頁。
11. ↑  顔（2005）、378頁。
12. 1 2  徐主編（2007）、1528頁。
13. ↑  顔（2005）、379頁による。劉主編（2005）、686頁と徐主編（2007）、1528頁は「3月20日」とする。
14. ↑  顔（2005）、378-379頁。